# Peter Wünsche
Peter Wünsche (* 1954 in Bamberg) ist ein deutscher römisch-katholischer Priester, Theologe und Professor für Liturgiewissenschaft.

## Leben
Er wurde als Sohn von Charlotte und Paul Wünsche geboren und wuchs in Bamberg auf. Nach dem Abitur am Kaiser-Heinrich-Gymnasium Bamberg studierte von 1974 bis 1976 Humanmedizin in Erlangen und von 1976 bis 1981 katholische Theologie in Bamberg und München. Nach dem Diplom der Katholischen Theologie an der Universität Bamberg 1981 und der Priesterweihe 1982 war er von 1982 bis 1989 Kaplan in Forchheim und Coburg. Von 1989 bis 1992 war er Domvikar in Bamberg. Von 1992 bis 1996 war er wissenschaftlicher Mitarbeiter am Lehrstuhl für Liturgiewissenschaft der mittlerweile sistierten Fakultät Kath. Theologie der Otto-Friedrich-Universität Bamberg. Nach der Promotion 1996 zum Dr. theol. an der Otto-Friedrich-Universität Bamberg bei Franz Xaver Kohlschein war er von 1996 bis 2001 wissenschaftlicher Assistent ebenda.
Nach der Habilitation 1999 an der Otto-Friedrich-Universität Bamberg lehrte er als Privatdozent und von 2001 bis 2010 als Professor für Liturgiewissenschaft an der Otto-Friedrich-Universität Bamberg. Von 2004 bis 2014 war er nebenamtlich Diözesanbeauftragter für das Gotteslob. Erzbischof Ludwig Schick ernannte ihn 2010 zum Domkapitular an der Metropolitankirche Bamberg. Von 2010 bis 2012 leitete er die Hauptabteilung Außerschulische Bildung/Liturgie der Erzdiözese Bamberg und von  2012 bis 2022 die Hauptabteilung Seelsorge.
Seit 1991 ist er nebenamtlich Seelsorger in der Pfarrei St. Maria Magdalena Geisfeld.